# Congreso Liberal Democrático
El Congreso Liberal Democrático (en polaco: Kongres Liberalno-Demokratyczny, KLD) fue un partido político liberal de Polonia. Fue fundado en junio de 1990 por Jan Krzysztof Bielecki y Donald Tusk. En 1994 el Congreso Liberal-Democrático juntó con la Unión Democrática y se formó Alianza de la Libertad (Unía Wolności).
|  | 7,49 % |

|  | 3,99 % |

- Datos: Q183351